# Список офіційних закордонних візитів та робочих поїздок Петра Павла

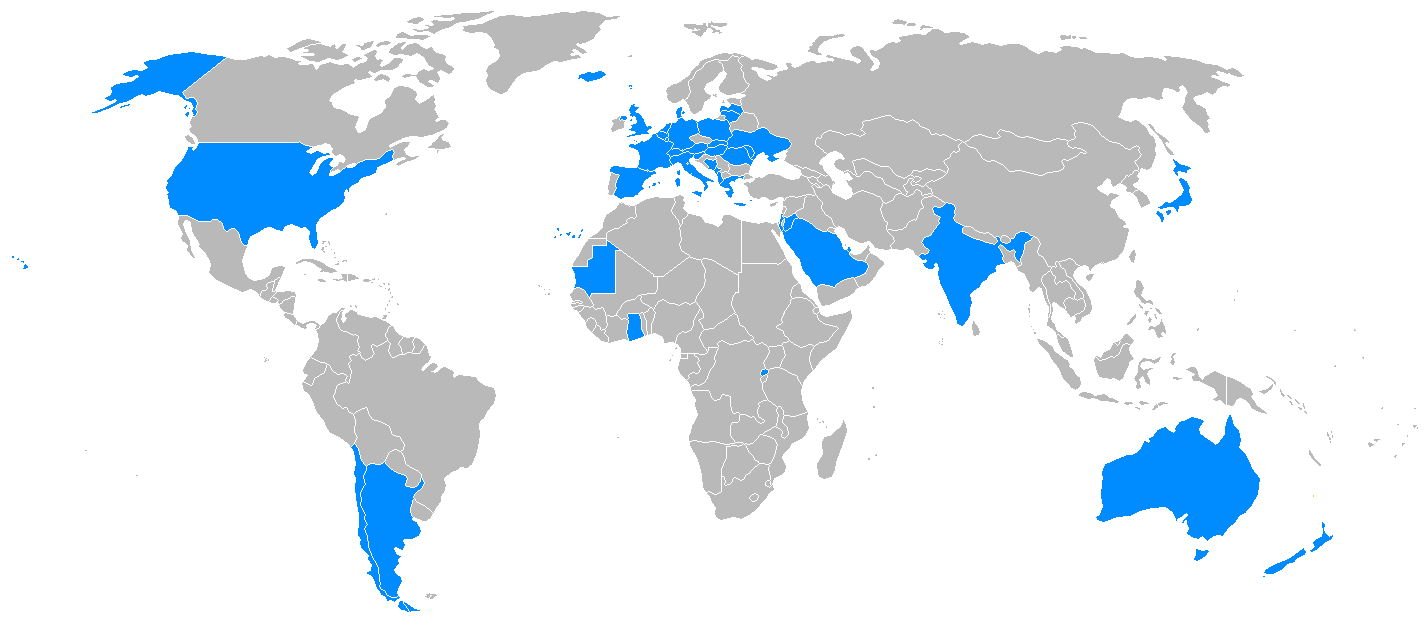
Країни, які відвідав президент Петр Павел

Список закордонних поїздок Петра Павла, четвертого президента Чеської Республіки, під час його перебування на посаді з 2023 року.
Після своєї інавгурації в березні 2023 року новий президент оголосив, що відвідає всі сусідні країни, а також відвідає Україну та Брюссель у перші 100 днів свого мандату. Його першою закордонною поїздкою став традиційний візит до Словаччини, де він зустрівся з Зузаною Чапутовою, Президенткою Словацької Республіки. На відміну від попередніх лідерів держави, він намагається подорожувати більш екологічно і використовує потяг для коротших поїздок. Кілька разів він і Зузана Чапутова летіли в одному літаку під час тривалих подорожей.
З березня 2023 року Павел здійснив закордонні поїздки до наступних країн:
- 1 візит: Данія, Ісландія, Італія, Ізраїль, Катар, Латвія, Люксембург, Руанда, Польща, Велика Британія, Сполучені Штати Америки, Швейцарія, Україна

- 2 візити: Бельгія, Франція, Литва, Австрія, Словаччина

- 3 візити: Німеччина

## 2023
| №   | Країна          | Місто                                           | Дата                 | Вид візиту | Інформація | Фото | Примітка             |
| --- | --------------- | ----------------------------------------------- | -------------------- | ---------- | --- | ---- | -------------------- |
| 1.  | Словаччина      | Братислава                                      | 13-14 березня        | Офіційний  | Зустріч з президенткою Зузаною Чапутовою, вшанування пам'яті жертв розстрілу в клубі «Тепларен», Яна Куцяка та Мартіни Кушнірової, зустріч з головою Національної ради Борисом Колларом та членами неурядових організацій. |      | [ 5 ]                |
| 2.  | Польща          | Варшава, Ряшів                                  | 16-17 березня        | Офіційний  | Зустріч з президентом Анджеєм Дудою, спікером Сейму Ельжбетою Вітек та прем'єр-міністром Матеушем Моравецьким. |      | [ 6 ] [ 7 ] [ 8 ]    |
| 3.  | Німеччина       | Берлін                                          | 21 березня           | Робочий    | Зустрічі з президентом Франком-Вальтером Штайнмаєром, канцлером Олафом Шольцем та колишнім президентом Йоахімом Гауком, візит до Берлінської стіни та зустріч з чеськими співвітчизниками. |      | [ 9 ] [ 10 ]         |
| 4.  | Бельгія         | Брюсель                                         | 19-21 квітня         | Робочий    | Зустрічі з Генеральним секретарем НАТО Єнсом Столтенбергом, відвідування Європейської школи, зустрічі з колишніми колегами та зустрічі з головою Військового комітету НАТО Робом Бауером, президентом Європейської ради Шарлем Мішелем та президентом Європейського парламенту Робертою Метсолою. |      | [ 11 ] [ 12 ] [ 13 ] |
| 5.  | Україна         | Київ, Буча, Бородянка, Дніпропетровська область | 27-30 квітня         | Робочий    | Подорож разом з президенткою Словаччини Зузаною Чапутовою. Зустріч з президентом Володимиром Зеленським, прем'єр-міністром Денисом Шмигалем та лідерами кримськотатарського народу, візит до постраждалих від війни міст Буча та Бородянка. |      | [ 14 ] [ 15 ]        |
| 6.  | Велика Британія | Лондон                                          | 4-6 травня           | Робочий    | Участь у коронації короля Великої Британії Карла ІІІ та Камілли, лекція в Королівському оборонному коледжі, зустріч з чеськими співвітчизниками та вшанування пам'яті загиблих чеських військовослужбовців на кладовищі Броквуд. |      | [ 16 ] [ 17 ] [ 18 ] |
| 7.  | Данія, Ісландія | Копенгаген, Рейк'явік                           | 15-17 травня         | Робочий    | Поїздка разом з президенткою Словаччини Зузаною Чапутовою. Павел провів переговори з Прем'єр-міністром Данії Метте Фредеріксен та Королевою Данії Маргрете II і Кронпринцом Данії Фредеріком. Президент виступає з промовою на Копенгагенському саміті з питань демократії. У Рейк'явіку він взяв участь у четвертому саміті Ради Європи, де провів двосторонні зустрічі з президентами Ісландії, Латвії, Румунії, Греції та Фінляндії. На зворотному рейсі він летів разом із Зузаною Чапутовою, Александром Ван дер Белленом та Майєю Санду. |      | [ 19 ] [ 20 ]        |
| 8.  | Словаччина      | Братислава                                      | 6-7 червня           | Робочий    | Робоча поїздка на зустріч президентів країн Б-9 у Братиславі. Президент також відвідав Президентку Словаччини Зузану Чапутову та військовослужбовців чеського контингенту в навчальному центрі в Лешті. |      | [ 21 ] [ 22 ] [ 23 ] |
| 9.  | Австрія         | Відень                                          | 31 травня - 1 червня | Офіційний  | Зустріч з Президентом Австрії Александером Ван дер Белленом та Президентом Австрійської національної ради Вольфгангом Соботкою. Зустріч з Клаудією Таннер, федеральним міністром оборони, в будівлі Академії оборони та виступ з промовою «Наша свобода і безпека в глобалізованому світі». Президент також зустрівся з колишнім міністром закордонних справ Карлом Шварценбергом. |      | [ 24 ] [ 25 ]        |
| 10. | Литва           | Вільнюс                                         | 10-12 липня          | Робочий    | Участь у саміті НАТО Його супроводжувала перша леді Єва Павлова. Президент також зустрівся з представниками Конгресу США та Йонасом Гар Стером, прем'єр-міністром Норвегії. |      | [ 26 ] [ 27 ]        |
| 11. | США             | Нью-Йорк                                        | 17-22 вересня        | Робочий    | Робочий візит на 78-му сесію Генеральної Асамблеї Організації Об'єднаних Націй у Нью-Йорку. Він виступив з промовою, в якій розкритикував Росію за вторгнення в Україну. Президент взяв участь у двосторонній зустрічі з Президентом Республіки Корея, Прем'єр-міністром Грузії та Головою AJC Тедом Дойчем. Протягом трьох днів він також зустрівся з королем Йорданії Абдаллою ІІ, спадкоємним принцом Ліхтенштейну Алоїзом, бізнесменом Рональдом С. Лаудером, президентом Монголії Ухнаагійн Хурелсух, прем'єр-міністром Андорри Шав'є Еспотом Саморою та Генеральним секретарем ООН Антоніу Гутеррешем. Президент також відвідав фондову біржу Волл-стріт, Меморіал 9/11 та чеських співвітчизників у США. |      | [ 28 ] [ 29 ] [ 30 ] |
| 12. | Бельгія Франція | Брюгге, Страсбург                               | 3-4 жовтня           | Робочий    | Президент та Перша леді відвідують пленарне засідання Європейського парламенту. Петр Павел виступив з промовою в Коледжі Європи і зустрівся з колишнью главою європейської дипломатії Федерікою Могеріні та колишнім президентом Європейської Ради Германом ван Ромпеєм. Наступного дня президент виступив з промовою в Європейському парламенті та зустрівся з Генеральним секретарем Ради Європи Марією Пейчинович Бурич. |      | [ 31 ] [ 32 ] [ 33 ] |
| 13. | Італія          | Рим, Мілан                                      | 27-29 листопада      | Робочий    | Зустріч з Президентом Італії Серджо Маттареллою, Прем'єр-міністром Джорджією Мелоні та представниками громади співвітчизників. З точки зору двосторонніх відносин між Чехією та Італією, це був перший візит на рівні глави держави з 2012 року. Павел виступив на чесько-італійському бізнес-форумі, а потім зустрівся з президентом ломбардського уряду Аттіліо Фонтана. |      | [ 34 ] [ 35 ]        |
| 14. | Франція         | Париж                                           | 20-21 грудня         | Робочий    | Зустріч з президентом Франції Емманюелем Макроном. |      | [ 36 ] [ 37 ] [ 38 ] |

## 2024
| №   | Країна        | Місто                          | Дата                  | Вид візиту                                                       | Інформація | Фото   | Примітка             |
| --- | ------------- | ------------------------------ | --------------------- | ---------------------------------------------------------------- | --- | ------ | -------------------- |
| 15. | Ізраїль Катар | Єрусалим Доха                  | 15-17 січня           | Офіційний                                                        | Петр Павел провів переговори з Президентом Ізраїлю Іцхаком Герцогом, спікером Кнесету Аміром Оханою та членом Військового кабінету і головою Блоку національної єдності Бенні Ґанцом. Він також провів зустріч з прем'єр-міністром Беньяміном Нетаньягу. В Ізраїлі він підписав Меморандум про взаєморозуміння щодо кібер-співпраці, зустрівся з сім'ями викрадених заручників і відвідав австрійський хоспіс Святого Сімейства в Єрусалимі. У Катарі він провів переговори з катарським еміром Тамімом бін Хамадом Санією про роль Катару в ізраїльсько-палестинському конфлікті. Він також зустрівся з віце-прем'єр-міністром і міністром оборони Халідом бін Мохаммедом Аль-Аттією. Президент відвідав традиційний ринок у Досі та зустрівся з чеськими співвітчизниками. |        | [ 39 ] [ 40 ] [ 41 ] |
| 16. | Німеччина     | Мюнхен                         | 16-17 лютого          | Робочий                                                          | Участь у Мюнхенській конференції з безпеки, зустрічі з Президентом України, Президентом Чорногорії, Міністром оборони Швеції та Представником США з питань відновлення України. |        | [ 42 ] [ 43 ]        |
| 17. | Люксембург    | Люксембург                     | 28 лютого - 1 березня | Державний                                                        | Державний візит Президента та Першої леді. Президент провів переговори з Великим Герцогом Люксембурзьким Генріхом та Великою Герцогинею Люксембурзькою Марією Терезою. Згодом він провів переговори з Президентом Палати депутатів Клодом Візелером, Прем'єр-міністром Люком Фріденом та Міністром закордонних справ Ксав'є Беттелем. Наступного дня Президент відвідав Агенцію НАТО з підтримки і постачання, де зустрівся з чеськими співробітниками. У другій половині дня президент Павел відвідав Суд Європейського Союзу, а Єва Павлова - гуманітарний факультет Люксембурзького університету. Президент відкрив бізнес-форум Торгово-промислової палати Люксембургу, привізши з собою понад двадцять компаній у складі бізнес-делегації.                              |        | [ 44 ] [ 45 ]        |
| 18. | Німеччина     | Дрезден                        | 15 березня            | Робочий                                                          | Зустріч з прем'єр-міністром Саксонії Міхаелем Кречмером, відкриття виставки про скарб Святого Віта та відвідування саксонського заводу з виробництва мікросхем і напівпровідників. |        | [ 46 ] [ 47 ]        |
| 19. | Руанда        | Кігалі                         | 5-7 квітня            | Офіційний                                                        | Зустрічі з президентом Полем Кагаме, участь у пам'ятному заході з нагоди 30-ї річниці початку геноциду в Руанді, відвідування неурядових організацій. |        | [ 48 ] [ 49 ]        |
| 20. | Литва         | Вільнюс                        | 11 квітня             | Робочий                                                          | Саміт ініціативи «Тримор'я», зустріч з президентом України Володимиром Зеленським та кілька двосторонніх зустрічей. Президента супроводжує бізнесова та академічна делегація під егідою Конфедерації промисловості і транспорту. |        | [ 50 ]               |
| 21. | Йорданія      | Амман                          | 27 - 29 травня        | Офіційний                                                        | Зустріч з королем Йорданії Абдаллою ІІ, спадкоємним принцом Хусейном та іншими високопосадовцями країни. Делегація привезла з собою тонну сухого дитячого молока для розповсюдження у постраждалому від війни секторі Газа. Президент також відвідав дві лікарні. Петра Павла супроводжувала бізнесова та академічна делегація. |        | [ 51 ] [ 52 ]        |
| 22. | Франція       | Трев'єр, Omaha Beach           | 6 червня              | Робочий                                                          | Церемонія з нагоди 80-ї річниці висадки в Нормандії. |        | [ 53 ]               |
| 23. | Латвія        | Рига                           | 11 - 12 червня        | Робочий                                                          | Саміт Б-9 , візит на військову базу в Адажі та двостороння зустріч з президентом Латвії Гітанасом Науседою. |        | [ 54 ]               |
| 24. | Швейцарія     | Бюрґеншток                     | 15 - 16 червня        | Робочий                                                          | Участь в Українському мирному саміті |        | [ 55 ] [ 56 ]        |
| 25. | США           | Вашингтон Х'юстон              | 9 - 11 липня          | Робочий                                                          | Участь у саміті НАТО, зустрічі з окремими конгресменами, представниками провідних американських аналітичних центрів, а також участь одним з основних доповідачів на Громадському форумі НАТО. Президент також відвідав Космічний центр імені Джонсона, зустрівся з чеськими співвітчизниками та представниками Національної гвардії штатів Техас і Небраска. |        | [ 57 ] [ 58 ]        |
| 26. | Австрія       | Зальцбург                      | 25 - 26 липня         | Робочий                                                          | Церемонія відкриття Зальцбурзького фестивалю та зустріч з президентом Александером Ван дер Белленом. |        | [ 59 ]               |
| 27. | Франція       | Париж                          | 28 - 29 липня         | Робочий                                                          | Церемонія відкриття XVII літніх Паралімпійських ігор у Парижі. Зустріч з представниками Паралімпійського комітету Чехії та Президентом Франції Емманюелем Макроном. |        | [ 60 ]               |
| 28. | США           | Нью-Йорк, Чикаго, Сідар-Рапідс | 22 - 28 вересня       | Робочий                                                          | Робочий візит на 78-му сесію Генеральної Асамблеї Організації Об'єднаних Націй у Нью-Йорку. Відвідування Всесвітнього єврейського конгресу в Нью-Йорку. Візит до Чиказького університету та зустріч з губернатором штату Іллінойс Джеєм Робертом Пріцкером. Зустріч з губернаторкою штату Айова Кім Рейнольдс та церемонія відкриття відреставрованого Національного чесько-словацького музею та бібліотеки за участю президента Словаччини Петра Пеллеґріні в Сідар-Рапідс. |        | [ 61 ]               |
| 29. | Швейцарія     | Берн                           | Державний             | Державний візит на запрошення Президента Швейцарії Віоли Амгерд. | | [ 62 ] |                      |